# Ramón Gieling
Ramón Maria Gieling (Utrecht, 21 april 1954) is een filmregisseur, scenarioschrijver en acteur.

## Carrière
Gieling doorliep van 1971 tot 1976 de Arnhemse kunstacademie, waar hij zich toelegde op de schilderkunst en film. Zijn loopbaan begon in 1979 met de speelfilm Vijand gevraagd. Naast het regisseren van films en documentaires is hij actief als theatermaker en redacteur voor het tijdschrift Wolfsmond, dat hij in 1967 zelf oprichtte. Tevens exposeerde hij tot 1987 zijn werk, bestaande uit tekeningen, foto's en schilderijen. Veel van zijn werk is gerelateerd aan Spanje. Voorbeelden hiervan zijn En un momento dado, over de impact van Johan Cruijff op Catalonië, en De tuin der afwezigen over de terroristische aanslagen in Madrid van 11 maart 2004. De film Tramontana was de openingsfilm van het Nederlands Film Festival 2009.
Zijn film Off mineur (1995) met Gijs Scholten van Aschat werd beloond met een Golden Gate Award.

## Filmografie
- 1975 - De Hand
- 1976 - Mode (tien korte films voor het Stedelijk Museum)
- 1979 - Vijand gevraagd
- 1981 - Ronde Maan/Anatomie
- 1982 - Assefeest
- 1983 - De levende stilte (documentaire)
- 1984 - De weg van het vlees
- 1985 - Een bescheiden ontketening (documentaire)
- 1986 - Duende (filmessay)
- 1987 - Tussen front en thuisfront
- 1989 - Wij houden zo van Julio
- 1991 - Heimwee naar de dood
- 1993 - Een held van onze tijd
- 1994 - Vaders en zonen (korte speelfilm)
- 1995 - Off mineur
- 1996 - Detail unwound (documentaire over de samenwerking tussen de Nederlandse componist Thom Willems en danser-choreograaf William Forsythe)
- 1997 - De toekomst is over een uur (documentaire)
- 1998 - Ongenade
- 2000 - De gevangenen van Bunuel (documentaire)
- 2001 - Iraanse herfst (documentaire)
- 2002 - Film voor Salvador (documentaire)
- 2002 - Tussen twee heiligen (documentaire)
- 2002 - Cine Ambulante (documentaire)
- 2002 - Welcome to Hadassah Hospital (documentaire)
- 2004 - Johan Cruijff: En un momento dado (documentaire)
- 2005 - Geluk (korte speelfilm)
- 2006 - De tuin der afwezigen (Garden of Remembrance; tv-documentaire)
- 2009 - Tramontana
- 2011 - Over Canto (documentaire)
- 2012 - Blind Fortune (documentaire)
- 2014 - De onderkoning: Strijd om de grondwet
- 2014 - Herinnering aan een trieste dageraad (Memories of a Sad Dawn; documentaire)
- 2014 - Home (documentaire)
- 2015 - Erbarme dich (documentaire)
- 2017 - Fatum: Room 216 (documentaire)
- 2018 - The Disciples: A Street Opera (documentaire)
- 2019 - The Death of Antonio Sanchez Lomas (documentaire)
- 2020 - Sisyphus at Work (film)
- 2022 - L'Amour/La mort (documentaire)
- 2023 - Paul Blanca: Deze film redt je leven (documentaire over fotograaf Paul Blanca)